# Symfonie nr. 14 (Mjaskovski)
De Russische componist Nikolaj Mjaskovski schreef zijn Symfonie nr. 14 in C-majeur in 1934. De symfonie is geschreven in een tijdperk binnen de Sovjet-Unie, waarin al te moderne muziek niet op prijs werd gesteld door de overheid en de Bond van Sovjetcomponisten. In 1934 viel Dmitri Sjostakovitsj's opera Lady Macbeth uit het district Mtsensk in ongenade vanwege "formalistische" invloeden. Daarmee werd bedoeld "vorm om de vorm", zonder een positieve communistische boodschap. Mjaskovski vermeed dit door een symfonie op te leveren die erg leunt op Russische volksmuziek. Alhoewel in majeur gecomponeerd, klinkt hij gelaten. De première werd verzorgd door Victor Koebatski, aan wie de symfonie is opgedragen, met het Orkest van het Bolsjojtheater.

## Delen
1. Allegro giocoso
2. Andantino quasi allegretto
3. Quasi presto
4. Andante sostenuto
5. Allegro con fuoco

## Discografie
- Academisch Symfonieorkest van de Russische Federatie o.l.v. Jevgeni Svetlanov (Russian Disc RDCD 00654 / Olympia OCD OCD 740 / Warner 2564 69689-8)

Symfonie nr. 1 · 2 · 3 · 4 · 5 · 6 · 7 · 8 · 9 · 10 · 11 · 12 · 13 · 14 · 15 · 16 · 17 · 18 · 19 · 20 · 21 · 22 · 23 · 24 · 25 · 26 · 27